# Xanthodesma rectangulata
Xanthodesma rectangulata är en fjärilsart som beskrevs av Sir George Hamilton Kenrick 1917. Xanthodesma rectangulata ingår i släktet Xanthodesma och familjen nattflyn. Inga underarter finns listade i Catalogue of Life.